# 17625 Joseflada
17625 Joseflada este un asteroid din centura principală de asteroizi.

## Descriere
17625 Joseflada este un asteroid din centura principală de asteroizi. A fost descoperit pe 14 ianuarie 1996 la Observatorul din Ondřejov de Petr Pravec și Lenka Šarounová. Asteroidul prezintă o orbită caracterizată de o semiaxă mare de 3,21 ua, o excentricitate de 0,18 și o înclinație de 17,3° în raport cu ecliptica.